# Kjøpsvik
Kjøpsvik est une localité du comté de Nordland, en Norvège.

## Géographie
Administrativement, Kjøpsvik fait partie de la kommune de Tysfjord.